# Villette (Lavaux)
Pour les articles homonymes, voir Villette.
Villette est une localité de la commune de Bourg-en-Lavaux et une ancienne commune suisse du canton de Vaud, située dans le district de Lavaux-Oron au bord du Léman.

## Histoire

Photo aérienne (1948).

Villette formait anciennement une vaste commune qui embrassait tout le cercle politique du même nom. Un décret du 15 mai 1824 l'a partagée en six communes, qui sont : Cully et Chenaux, Épesses, Forel et les Monts, Grandvaux et Curson, Riex et Villette et Aran. En 2007, un projet de fusion avec les communes voisines de Cully, Épesses, Grandvaux et Riex est relancé, deux ans après un premier refus en votation populaire d'un projet similaire le 25 février 2005. Le référendum est accepté le 17 mai 2009, les communes validant leur fusion sous le nom de Bourg-en-Lavaux dès juillet 2011.

## Population

### Gentilé et surnoms
Les habitants de l'ancienne commune sont surnommés les Percouettes ou les Petits Boïats, soit les perchettes en patois vaudois.
Les habitants de la localité d'Aran se nomment les Aragnes. Ils sont surnommés les Derbons (du patois lè Darboué, soit les taupes) et lè Rincrôta (les enterrés, allusion aux taupes).

## Patrimoine bâti
L'ancienne église Saint-Saturnin, aujourd'hui temple réformé, est citée entre 1134 et 1138. La nef, qui date probablement du XIIIe siècle, a été surélevée au XVe siècle et flanquée de chapelles aujourd'hui détruites. Le clocher surmontant le chœur est remarquable pour sa flèche de pierre à couronne de lucarnes, construite à la fin du  XIVe siècle, début du XVe siècle. Le chœur est coiffé à l'intérieur d'une voûte en berceau de maçonnerie, puis prolongé par une abside rectangulaire ornée de décors peints datant probablement du  troisième quart du XVe siècle, avec notamment un Christ en majesté accompagné du Tétramorphe. La chaire date sans doute de 1642 et la table de communion de 1719. Une restauration de l'édifice, en 1924-1932, a entraîné la modification de toutes les baies et l'abaissement de la toiture de la nef. L'arc triomphal est alors orné d'une Sainte-Cène monumentale par le peintre Charles Clément, auteur aussi du vitrail qui orne la fenêtre axiale du chœur.
L'imposante demeure dite maison du bailli date probablement de 1592 et présente des ouvertures qui sont encore dans le style de la fin du gothique, avec un triplet pyramidal et des baies à meneau, ainsi que trois portes de cave à triple arc en plein cintre.